# Far de Skomvær
El Far de Skomvær (en noruec: Skomvær fyr) és un antic far costaner en el municipi de Røst al comtat de Nordland, Noruega. Està localitzat a l'illa de Skomvær, uns 15 km al sud-oest de l'illa principal de Røstlandet.

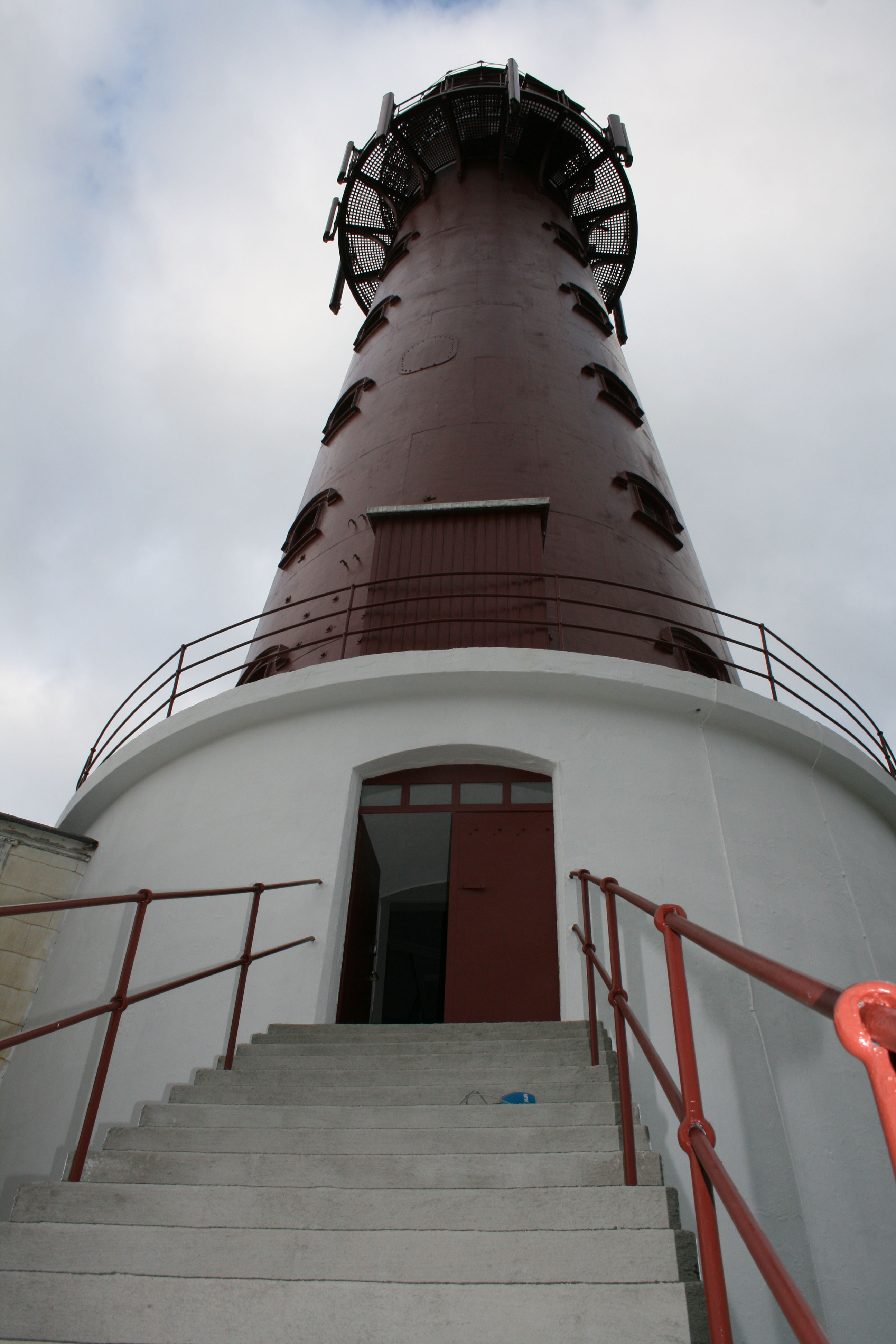

## Història
El far té una torre vermella que s'enlaira fins a 31.7 m i la seva llum pot ser vista fins a 18.9 milles nàutiques (35 km / 21.7 milles). El far va ser construït per primera vegada el 1887, automatitzat el 1978 i tancat el 1988. Va ser catalogat com a lloc protegit el 1999.